# Грімія косонога
Грімія косонога (Grimmia plagiopodia) — вид мохів порядку гріміальних (Grimmiales).

## Поширення
Батьківщиною є Європа, Північна Америка, Південна Америка, Азія, Антарктида.
Населяє відкритий вапняковий пісковик, вапняк, іноді бетон і льодовиково-озерний мул; на висотах 50–2400 м.

## Характеристика
Рослини в щільних подушках до сивих пучків, від темно-зелених до коричневих. Стебла 0.3–0.5(1) см. Листки подовжено-яйцеподібні, 1–1.7 × 0.4–0.8 мм, увігнуто-килеподібні, остюки 0.3–1 мм. Коробочкові ніжки сигмоподібні, 0.2–0.3 мм. Коробочка зазвичай присутня.